# ビクトリア国際空港
ビクトリア国際空港（ビクトリアこくさいくうこう、Victoria International Airport）は、カナダのブリティッシュコロンビア州にある国際空港。ヴィクトリア市街より北西22kmに位置する。

## 主な就航路線
- バンクーバー、トロント (ピアソン)、モントリオール、オタワ、カルガリー、エドモントン、ウィニペグ、ケロウナ、サスカトゥーン、プリンス・ジョージ、ホワイトホース
- シアトル、ラスベガス
- カンクン、プエルトバヤルタ、ロスカボス